# Diomocoris raoulensis
Diomocoris raoulensis är en insektsart som beskrevs av Alan C. Eyles 2000. Diomocoris raoulensis ingår i släktet Diomocoris och familjen ängsskinnbaggar. Inga underarter finns listade i Catalogue of Life.